# جيمس داكويرث (تنس)
جيمس داكويرث (بالإنجليزية: James Duckworth)‏ مواليد 21 يناير 1992 في سيدني، هو لاعب كرة مضرب أسترالي بدأ مسيرته كمحترف عام 2010 يلعب باليد اليمنى ويحتل حالياً المرتبة رقم. 138 (1 فبراير 2016) في تصنيف رابطة محترفي كرة المضرب. أعلى تصنيف له في الفردي كان المركز الـ 82 في سنة 2015.

## روابط خارجية
- جيمس داكويرث على موقع رابطة محترفي التنس (الإنجليزية)
- جيمس داكويرث على موقع الاتحاد الدولي لكرة المضرب (الإنجليزية)
- جيمس داكويرث على موقع كأس ديفيز (الإنجليزية)
- جيمس داكويرث على موقع اتحاد التنس الأسترالي (الإنجليزية)
- جيمس داكويرث على موقع خلاصة التنس.كوم (الإنجليزية)
- جيمس داكويرث على موقع إي إس بي إن.كوم (الإنجليزية)
- جيمس داكويرث على موقع أوليمبيديا (الإنجليزية)